# 꼽새돔속
꼽새돔속(Hapalogenys)은 에우페르카리아류에 속하는 조기어류 속의 하나이다. 꼽새돔과(Hapalogenyidae)의 유일속으로 7종으로 이루어져 있다. 농어목으로 분류하기도 한다. 일본 남부 해안부터 벵골만과 오스트레일리아 서부에 이르는 해안 지역과 강 어귀의 수심 30m와 230m 사이에서 서식한다. 백미돔과와 밀접한 관련이 있다. 눈퉁군평선 (Hapalogenys kishinouyei)과 꼼새돔 (Hapalogenys nigripinnis) 등을 포함하고 있다.

## 하위 종
- Hapalogenys analis J. Richardson, 1845
- Hapalogenys bengalensis Mohapatra, D. Ray & Kumar, 2013[3]
- Hapalogenys dampieriensis watsuki & B. C. Russell, 2006
- Hapalogenys filamentosus watsuki & B. C. Russell, 2006
- 눈퉁군평선 (Hapalogenys kishinouyei)  H. M. Smith & T. E. B. Pope, 1906
- Hapalogenys merguiensis watsuki, Satapoomin & Amaoka, 2000
- 꼼새돔 (Hapalogenys nigripinnis) (Temminck & Schlegel, 1843)
- Hapalogenys sennin watsuki & Nakabo, 2005
- 동갈돗돔 (Hapalogenys nitens) - 꼼새돔의 이명으로 간주하기도 한다.[4]